# Sport- und Schwimmverein Jahn 2000 Regensburg 2008-2009
Questa voce raccoglie le informazioni riguardanti lo Sport- und Schwimmverein Jahn 2000 Regensburg nelle competizioni ufficiali della stagione 2008-2009.

## Stagione
Nella stagione 2008-2009 il Jahn Regensburg, allenato da Thomas Kristl e Markus Weinzierl, concluse il campionato di 3. Liga al 15º posto.

## Rosa
| N. |                                 | Ruolo | Calciatore          |
| -- | ------------------------------- | ----- | ------------------- |
| 1  | Germania (bandiera)             | P     | Bastian Becker      |
| 2  | Germania (bandiera)             | D     | Stefan Binder       |
| 3  | Germania (bandiera)             | C     | David Romminger     |
| 4  | Germania (bandiera)             | C     | Sebastian Kreis     |
| 5  | Bosnia ed Erzegovina (bandiera) | D     | Mersad Selimbegović |
| 6  | Germania (bandiera)             | D     | Dennis Grassow      |
| 7  | Burkina Faso (bandiera)         | D     | Moïse Bambara       |
| 8  | Germania (bandiera)             | C     | Tobias Schlauderer  |
| 9  | Rep. Ceca (bandiera)            | A     | Petr Stoilov        |
| 12 | Germania (bandiera)             | C     | Sebastian Escherich |
| 13 | Germania (bandiera)             | A     | Patrick Würll       |
| 14 | Germania (bandiera)             | C     | Stefan Jarosch      |
| 15 | Germania (bandiera)             | C     | Manuel Hiemer       |
| 16 | Germania (bandiera)             | C     | Andreas Schäffer    |

| N. |                     | Ruolo | Calciatore         |
| -- | ------------------- | ----- | ------------------ |
| 18 | Germania (bandiera) | D     | Alexander Maul     |
| 19 | Germania (bandiera) | C     | Harald Fleischer   |
| 20 | Germania (bandiera) | A     | Dominik Schmid     |
| 21 | Germania (bandiera) | C     | Tobias Zellner     |
| 22 | Germania (bandiera) | P     | Rouven Sattelmaier |
| 23 | Germania (bandiera) | D     | Andreas Brysch     |
| 24 | Turchia (bandiera)  | A     | Emre Güral         |
| 27 | Germania (bandiera) | A     | Nico Beigang       |
| 28 | Germania (bandiera) | A     | Tobias Wiesner     |
| 29 | Germania (bandiera) | C     | Andreas Güntner    |
| 36 | Germania (bandiera) | A     | Jürgen Schmid      |
| 45 | Germania (bandiera) | D     | Tim Pollmann       |
| 48 | Germania (bandiera) | P     | Alexander Kister   |

## Organigramma societario
Area tecnica
- Allenatore: Michael Köllner, Markus Weinzierl
- Allenatore in seconda: Dennis Grassow
- Preparatore dei portieri: Jürgen Hahn
- Preparatori atletici:

## Calciomercato

### Sessione estiva
| Acquisti | Acquisti          | Acquisti           | Acquisti |
| R.       | Nome              | da                 | Modalità |
| -------- | ----------------- | ------------------ | -------- |
| P        | Bastian Becker    | Darmstadt          |          |
| A        | Alexander Blessin | Siegen             |          |
| D        | Alexander Maul    | Carl Zeiss Jena    |          |
| A        | Dominik Schmid    | Jahn Ratisbona U19 |          |
| A        | Patrick Würll     | Dinamo Dresda      |          |

| Cessioni | Cessioni          | Cessioni     | Cessioni |
| R.       | Nome              | a            | Modalità |
| -------- | ----------------- | ------------ | -------- |
| A        | Özgür Kart        | Kasımpaşa    |          |
| P        | Andreas Lengsfeld | Bochum       |          |
| A        | Maximilian Mies   | TSV Aindling |          |

### Sessione invernale
| Acquisti | Acquisti      | Acquisti   | Acquisti |
| R.       | Nome          | da         | Modalità |
| -------- | ------------- | ---------- | -------- |
| A        | Jürgen Schmid | Sandhausen |          |

| Cessioni | Cessioni          | Cessioni   | Cessioni |
| R.       | Nome              | a          | Modalità |
| -------- | ----------------- | ---------- | -------- |
| A        | Alexander Blessin | Reutlingen |          |

## Risultati

### 3. Liga

#### Girone di andata
| Arbitro: | Schmidt |

|                       |           |                         |
| Bambara 75’ Würll 84’ | Marcatori | 39’ Amirante 56’ Hansen |

| Arbitro: | Kempter |

|           |           |             |
| Traub 59’ | Marcatori | 47’ Stoilov |

| Arbitro: | Steuer |

|           |           |  |
| Würll 58’ | Marcatori |  |

| Arbitro: | Gorniak |

|                                          |           |                    |
| Damjanović 10’ (rig.), 77’ Güvenışık 88’ | Marcatori | 70’ (rig.) Zellner |

| Arbitro: | Thielert |

|             |           |           |
| Beigang 86’ | Marcatori | 84’ Rosen |

| Arbitro: | Seiwert |

|                                             |           |             |
| Langeneke 12’ (rig.) Christ 36’ Lawarée 56’ | Marcatori | 52’ Stoilov |

| Arbitro: | Hammer |

|             |           |                              |
| Stoilov 62’ | Marcatori | 68’ (rig.) Bucher 90’ Schulz |

| Arbitro: | Stieler |

|                            |           |  |
| Schmid 22’, 50’ Ristić 54’ | Marcatori |  |

| Arbitro: | Schumacher |

|  |           |             |
|  | Marcatori | 15’ Beigang |

| Arbitro: | Schempershauwe |

|             |           |                                               |
| Beigang 43’ | Marcatori | 38’ Hensel 64’ Glasner 77’ Curri 85’ Agyemang |

| Arbitro: | Blos |

|                                               |           |             |
| Rockenbach 2’ Cannizzaro 20’, 57’ Bunjaku 50’ | Marcatori | 34’ Bambara |

| Arbitro: | Wenkel |

|  |           |             |
|  | Marcatori | 89’ Neitzel |

| Arbitro: | Trautmann |

|                         |           |                          |
| Müller 45’ Sikorski 88’ | Marcatori | 64’ Beigang 79’ Schäffer |

| Arbitro: | Ittrich |

|             |           |                 |
| Beigang 52’ | Marcatori | 25’ (rig.) Rudy |

| Arbitro: | Fischer |

|               |           |             |
| Tosunoğlu 37’ | Marcatori | 80’ Zellner |

| Arbitro: | Joerend |

|  |           |                    |
|  | Marcatori | 28’, 87’ Benyamina |

| Wuppertal 29 novembre 2008, ore 14:00 CET 17ª giornata | Wuppertal | 0 – 0 referto | Jahn Ratisbona | Stadion am Zoo (1 333 spett.)\| Arbitro: \| Henschel \| |
| Arbitro:                                               | Henschel  |               |                |                                                         |

| Arbitro: | Steinberg |

|             |           |  |
| Stoilov 33’ | Marcatori |  |

| Arbitro: | Winkmann |

|  |           |                                            |
|  | Marcatori | 33’ (rig.) Zellner 74’ Stoilov 84’ Bambara |

#### Girone di ritorno
| Jena 20 dicembre 2008, ore 14:00 CET 20ª giornata | Carl Zeiss Jena | 0 – 0 referto | Jahn Ratisbona | Ernst-Abbe-Sportfeld (5 964 spett.)\| Arbitro: \| Kampka \| |
| Arbitro:                                          | Kampka          |               |                |                                                             |

| Arbitro: | Gorniak |

|             |           |  |
| Bambara 59’ | Marcatori |  |

| Arbitro: | Benedum |

|                     |           |                         |
| Menga 35’ Oehrl 60’ | Marcatori | 68’ Zellner 84’ Grassow |

| Arbitro: | Kuhl |

|  |           |                                          |
|  | Marcatori | 1’, 11’ (rig.), 30’ Güvenışık 49’ Löning |

| Arbitro: | Kunzmann |

|          |           |             |
| Galm 69’ | Marcatori | 79’ Stoilov |

| Arbitro: | Schempershauwe |

|             |           |                         |
| Grassow 63’ | Marcatori | 36’ Christ 58’ Lambertz |

| Arbitro: | Steinberg |

|            |           |  |
| Konrad 62’ | Marcatori |  |

| Arbitro: | Ittrich |

|                      |           |          |
| Würll 45’ Schmid 51’ | Marcatori | 65’ Haas |

| Arbitro: | Zwayer |

|            |           |  |
| Schmid 21’ | Marcatori |  |

| Arbitro: | Blos |

|           |           |  |
| Feick 45’ | Marcatori |  |

| Arbitro: | Seiwert |

|            |           |  |
| Schmid 49’ | Marcatori |  |

| Emden 11 aprile 2009, ore 14:00 CEST 31ª giornata | Kickers Emden | 0 – 0 referto | Jahn Ratisbona | Embdena-Stadion (2 182 spett.)\| Arbitro: \| Christ \| |
| Arbitro:                                          | Christ        |               |                |                                                        |

| Arbitro: | Schößling |

|             |           |                          |
| Zellner 10’ | Marcatori | 28’ Badstuber 62’ Müller |

| Arbitro: | Frank |

|             |           |                       |
| Hofmann 26’ | Marcatori | 42’ Bambara 51’ Kreis |

| Arbitro: | Fischer |

|            |           |           |
| Schmid 44’ | Marcatori | 15’ Huber |

| Arbitro: | Wenkel |

|                                  |           |  |
| Younga-Mouhani 60’ Benyamina 72’ | Marcatori |  |

| Arbitro: | Walz |

|                        |           |  |
| Schmid 28’ Zellner 90’ | Marcatori |  |

| Arbitro: | Metzen |

|                      |           |           |
| Savran 58’, 72’, 78’ | Marcatori | 48’ Kreis |

| Arbitro: | Fritz |

|                             |           |  |
| Stoilov 41’ Schlauderer 82’ | Marcatori |  |

## Statistiche

### Statistiche di squadra
| Competizione | Punti | In casa | In casa | In casa | In casa | In casa | In casa | In trasferta | In trasferta | In trasferta | In trasferta | In trasferta | In trasferta | Totale | Totale | Totale | Totale | Totale | Totale | DR  |
| Competizione | Punti | G       | V       | N       | P       | Gf      | Gs      | G            | V            | N            | P            | Gf           | Gs           | G      | V      | N      | P      | Gf     | Gs     | DR  |
| ------------ | ----- | ------- | ------- | ------- | ------- | ------- | ------- | ------------ | ------------ | ------------ | ------------ | ------------ | ------------ | ------ | ------ | ------ | ------ | ------ | ------ | --- |
| 3. Liga      | 45    | 19      | 8       | 4       | 7       | 20      | 23      | 19           | 3            | 8            | 8            | 17           | 28           | 38     | 11     | 12     | 15     | 37     | 51     | -14 |
| Totale       | 45    | 19      | 8       | 4       | 7       | 20      | 23      | 19           | 3            | 8            | 8            | 17           | 28           | 38     | 11     | 12     | 15     | 37     | 51     | -14 |

### Andamento in campionato
| Giornata  | 1 | 2  | 3 | 4  | 5  | 6  | 7  | 8  | 9  | 10 | 11 | 12 | 13 | 14 | 15 | 16 | 17 | 18 | 19 | 20 | 21 | 22 | 23 | 24 | 25 | 26 | 27 | 28 | 29 | 30 | 31 | 32 | 33 | 34 | 35 | 36 | 37 | 38 |
| --------- | - | -- | - | -- | -- | -- | -- | -- | -- | -- | -- | -- | -- | -- | -- | -- | -- | -- | -- | -- | -- | -- | -- | -- | -- | -- | -- | -- | -- | -- | -- | -- | -- | -- | -- | -- | -- | -- |
| Luogo     | C | T  | C | T  | C  | T  | C  | T  | T  | C  | T  | C  | T  | C  | T  | C  | T  | C  | T  | T  | C  | T  | C  | T  | C  | T  | C  | C  | T  | C  | T  | C  | T  | C  | T  | C  | T  | C  |
| Risultato | N | N  | V | P  | N  | P  | P  | P  | V  | P  | P  | P  | N  | N  | N  | P  | N  | V  | V  | N  | V  | N  | P  | N  | P  | P  | V  | V  | P  | V  | N  | P  | V  | N  | P  | V  | P  | V  |
| Posizione | 9 | 14 | 6 | 13 | 12 | 13 | 17 | 17 | 14 | 18 | 18 | 18 | 17 | 17 | 18 | 18 | 18 | 18 | 16 | 16 | 15 | 16 | 17 | 17 | 17 | 18 | 17 | 14 | 15 | 14 | 14 | 15 | 14 | 14 | 15 | 14 | 15 | 15 |

Legenda:

Luogo: C = Casa; T = Trasferta. Risultato: V = Vittoria; N = Pareggio; P = Sconfitta.

### Statistiche dei giocatori
| M. Bambara      | 37 | 5 | 8  | 0 |
| B. Becker       | 12 | 0 | 1  | 1 |
| N. Beigang      | 31 | 5 | 4  | 1 |
| S. Binder       | 31 | 0 | 8  | 1 |
| A. Blessin      | 16 | 0 | 2  | 0 |
| A. Brysch       | 31 | 0 | 10 | 0 |
| S. Escherich    | 2  | 0 | 0  | 0 |
| H. Fleischer    | 3  | 0 | 0  | 0 |
| D. Grassow      | 13 | 2 | 5  | 0 |
| A. Güntner      | 1  | 0 | 0  | 0 |
| E. Güral        | 4  | 0 | 0  | 0 |
| M. Hiemer       | 33 | 0 | 6  | 0 |
| S. Jarosch      | 28 | 0 | 5  | 0 |
| A. Kister       | 1  | 0 | 0  | 0 |
| S. Kreis        | 8  | 2 | 1  | 0 |
| A. Maul         | 33 | 0 | 7  | 1 |
| T. Pollmann     | 12 | 0 | 2  | 0 |
| D. Romminger    | 18 | 0 | 2  | 0 |
| R. Sattelmaier  | 27 | 0 | 2  | 0 |
| T. Schlauderer  | 34 | 1 | 5  | 1 |
| D. Schmid       | 6  | 0 | 0  | 0 |
| J. Schmid       | 15 | 5 | 4  | 0 |
| A. Schäffer     | 13 | 1 | 2  | 0 |
| M. Selimbegović | 16 | 0 | 3  | 1 |
| P. Stoilov      | 32 | 7 | 2  | 0 |
| T. Wiesner      | 4  | 0 | 0  | 0 |
| P. Würll        | 31 | 3 | 3  | 0 |
| T. Zellner      | 37 | 6 | 9  | 0 |